# Roncus navalia
Espèce
Roncus navalia est une espèce de pseudoscorpions de la famille des Neobisiidae.

## Distribution
Cette espèce est endémique de Croatie. Elle se rencontre dans la grotte Ivča Jama sur Pag.

## Description
Le mâle holotype mesure 2,30 mm et la femelle paratype 2,975 mm.

## Publication originale
- Ćurčić, Rađa & Dimitrijević, 2012 : On two new cave pseudoscorpions, Chthonius (Chthonius) pagus n.sp. (Chthoniidae) and Roncus navalia n.sp. (Neobisiidae), from the island of Pag, Croatia. Archives of Biological Sciences, vol. 64, no 4, p. 1555-1565.